# Orthotrichum microcarpum
Orthotrichum microcarpum är en bladmossart som beskrevs av De Notaris 1869. Orthotrichum microcarpum ingår i släktet hättemossor, och familjen Orthotrichaceae. Inga underarter finns listade i Catalogue of Life.